# 豊田勝蔵

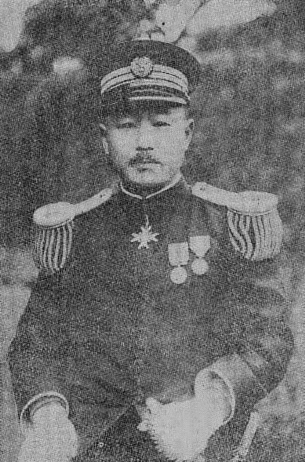
豊田勝蔵

豊田 勝蔵（とよだ / とよた かつぞう、1882年（明治15年）12月27日 - 1939年（昭和14年）11月23日）は、日本の内務・警察官僚、政治家。官選福井県知事、樺太庁長官、台湾総督府内務局長、萩市長を歴任。

## 経歴
山口県阿武郡萩町細工町（現萩市細工町）出身。豊田三蔵の長男。旧制山口高等学校を経て、1908年東京帝国大学法科大学法律学科卒業。内務省に入省し、埼玉県属となる。1909年11月、文官高等試験行政科試験に合格。
以後、鹿児島県事務官、同理事官、秋田県警察部長、静岡県警察部長、台湾総督府警務官、台北高等商業学校長兼総督府参事官などを歴任。
1924年7月、福井県知事就任。郡役所廃止後に備えた吏員講習所の設置、県営印刷所の設置、自作農創設の新政策の実施などを推進した。1926年8月、樺太庁長官に転任。1927年7月、台湾総督府内務局長に転じ、1929年8月まで務めて退官した。その後、1932年に地元山口県の萩市長となった。
1939年11月23日没。享年56歳。